# Lysionotus longipedunculatus
Lysionotus longipedunculatus là một loài thực vật có hoa trong họ Tai voi. Loài này được (W.T. Wang) W.T. Wang mô tả khoa học đầu tiên năm 1983.